# Фоса (притока Вільшанки)
Фо́са, Канал Діжова — річка в Україні, у Корсунь-Шевченківському й Городищенському районах Черкаської області, ліва притока Вільшанки (басейн Дніпра).

## Опис
Довжина річки 16 км, похил річки — 0,26 м/км. площа басейну 152 км2.
Річка являє собою штучно створений у 40-х рр ХХ ст. меліоративний канал, влітку міліє та пересихає.

## Розташування
Фоса витікає з річки Рось на північно-східній околиці села Набутів. Тече переважно на південний схід через село Деренковець та болото Діжова. У межах села Старосілля впадає в річку Вільшанку, праву притоку Дніпра.